# Tontogany (Ohio)
Tontogany es una villa ubicada en el condado de Wood en el estado estadounidense de Ohio. En el Censo de 2010 tenía una población de 367 habitantes y una densidad poblacional de 464,59 personas por km².

## Geografía
Tontogany se encuentra ubicada en las coordenadas 41°25′16″N 83°44′28″O / 41.42111, -83.74111. Según la Oficina del Censo de los Estados Unidos, Tontogany tiene una superficie total de 0.79 km², de la cual 0.79 km² corresponden a tierra firme y (0%) 0 km² es agua.

## Demografía
Según el censo de 2010, había 367 personas residiendo en Tontogany. La densidad de población era de 464,59 hab./km². De los 367 habitantes, Tontogany estaba compuesto por el 97.82% blancos, el 0% eran afroamericanos, el 0.27% eran amerindios, el 0% eran asiáticos, el 0% eran isleños del Pacífico, el 1.09% eran de otras razas y el 0.82% pertenecían a dos o más razas. Del total de la población el 8.72% eran hispanos o latinos de cualquier raza.